# Евномије
Евномије (Eunomius; † 393) је био хришћански богослов и епископ Кизика у Мизији. Заступао је неоплатонистичко учење о именима и спознаји Бога, које је проглашено за јерес.

## Живот
Евномије је рођен у Дакори, у Кападокији, почетком 4. века. Студирао је богословију у Александрији код Аетија, где постаје његов асистент. Након тога, одлазе у Антиохију, код Аетијевог пријатеља епископа Евдоксија, који га заређује за ђакона. На Евдоксијеву препоруку, око 360. постаје епископ Кизика у Мизији. Иако су његови погледи у почетку прихваћени на сабору у Сирмиуму 357. године, он убрзо губи свој положај због одобравања ставова Македонија, епископа Константинопоља, у чијем граду и сам често борави. Након тога одлази да живи у Халкидону одакле је 367. протеран у Мауританију, због пружања уточишта побуњенику Прокопију.
Евномијево учење нападају Василије Велики и његов брат Григорије Ниски, који пишу дела под истим насловом: „Против Евномија“. Његово учење бива осуђено на Другом васељенском сабору у Цариграду 381. године. Две године касније, 383. цар Теодосије I кажњава Евномија зато што наставља своје учење, протерујући га у Халмирис (Halmyris) у Малој Скитији. После тога је поново живео у Халкидону и Кесарији Кападокијској, из које је протеран због писања против Василија. Последње дане је провео повучено у родном месту, на свом породичном имању у Дакори, где је умро око 393. године. 
Након његове смрти, већина његових списа је спаљена 398. године, по наређењу цара Аркадија. Најпознатије његово дело је Апологија. Његови коментари „Посланице Римљанима“ (које спомиње Сократ Схоластик) и његове посланице нису сачуване (које спомињу Филосторгије и Фотије), нису сачуване. Његово учење, осуђено као евномијска јерес, је живело међу присталицама кратко након његове смрти, док се није распало услед међусобних подела. 

## Учење
Евномијево учење црква углавном етикетира као аријанство, евномијство или аномијство. Али неке битне црте његовог учења, које се могу реконструисати из сачуваних фрагмената и аргумената његових противника, откривају знатно сложенију филозофију хришћанског неоплатонизма.

### Имена ствари
Евномије је тврдио да постоји веза између имена и суштине и да различитост имена одговара различитости у суштини предмета. Према Евномију, имена, односно појмови, су нам дати и њих је Бог усадио у нашу душу. „Бог је створио и односе, дејства, и сличности“ ствари међу собом. Он је „усагласио имена са сваком од именованих ствари, саобразно са њиховим законима“, односно суштинама. На пример, приликом стварања света, Бог је изрекао је име „светлост“, и светлост се појавила као осуштаствење свога имена.

### Божја имена
Упоредно са именима чулних ствари, ми поседујемо и имена ствари које достижемо умом, а која такође у себи носе појам именујућег. То су Божија имена: 
- Име Оца: Постоји једно име које припада само Богу и не може се применити на творевину, а то је „нерођен“. Бог, као „нерођен“, „беспочетан, несложен, неизмењив, само је један“. И Он не може себе, нерођеног, да учини рођеним.
- Име Сина: Постоји једно име које се може применити на сина, а не може на Бога, а то је „рођен“. Он није постојао пре свога рођења. Он је рођен очевом вољом. Тако „ум који спозна у Христа, не може се задржати само на рођеном Сину, него тежи ка још узвишенијем." Христ је пут који нас води спознаји Бога, он је светлост која „озарује духовно око људи да спознају светлост неописиву“.
- Име Духа: Свети Дух је сила којом је Отац надахнуо Сина.

И Василије Велики и Григорије Богослов видели су у Евномијевој теорији Божијих имена антропоморфизам, недостојан Божанства, сматрајући да не постоји име које може да изрази Божанску реалност. Они такође осуђују разликовање Христове и Божанске суштине, у којој виде аријанство изведено до крајњих последица.

### Спознаја Бога
У другој половини 4. века, многи кападокијски богослови су били укључени у расправу о могућности спознаје Бога. 
Евномије је учио да „човеков ум сагорева жељом за вечним животом“, и да је једини истинити циљ човеков спознаја Бога. Божанска суштина је доступна људском сазнању и Бог од људи тражи само једно, да га познају. "Знам Бога као што он зна себе", говорио је Евномије. Тврдњу да Бога није могуће спознати сматрао је уводом у безбожност.
Григорије је сматрао да разумом човек може увидети постојање Бога, али никако не може проникнути у Божију суштину, која му је недокучива. „Бога, шта је он по природи и суштини, нико од људи никада није пронашао и не налази. А то што до нас сада достиже јесте само неко танко изливање, слично малом одблеску велике светлости.“ Евномије је сматрао да они који заступају Божију недокучивост, нису достојни да се назову хришћанима. "О својој суштини Бог не зна ништа више него ми; не може се рећи да је она њему позната више, а нама мање".

## Закључак
Евномије се, и поред неортодоксних ставова, у теологији сматра једним од претеча хришћанског неоплатонизма, који су развили Максим Исповедник и Григорије Палама. У свом учењу о могућностима спознаје Бога, Евномије се разликује и од Арија, за кога је Божја суштина остајала ипак ван граница људске спознаје. Као претече Евномијеве теорије се често наводе гностици 2. века (Василид, Валентин, итд.), који су такође учили да је Бог потпуно доступан људском сазнању.